# 川上未遊
川上 未遊（かわかみ みゆう、1969年2月8日 - ）は、日本の女性タレント、女優、声優、歌手。千葉県佐倉市出身。

## 人物
友人に勧められたコンテストで優勝し、篠山紀信によるポスター撮影をきっかけに数々のCMやドラマ、バラエティーに出演。アニメ『げんきげんきノンタン』のうさぎさん役やRuby名義でRuby&Hippie★のヴォーカルとしても音楽活動、芸能で活動中。
以前はホーリーピークに所属していた。
特技はいつも笑顔を絶やさない、人の長所を見つける事、作詞、日本舞踊、作曲、イラスト。趣味はスノーボード、園芸、ビーズアクセサー作り、ギターいじり、猫いじり、ガーデニング、ストーンデコアクセサリー作り、お菓子作り。

## 出演

### CM
- UCC缶コーヒー - 15周年キャンペーンガール[2]
- 第一パン プチパン - プチ娘
- 花王 ビオレ
- SUZUKI アルト
- 大阪産業大学
- 興和 キャベ2コーワ
- パールライス
- ニッセン
- 喜多方ラーメン
- ココストア
- NTT
- 石丸電気

### テレビドラマ
- 花王愛の劇場 袖すりあうも嫁姑（1986年、TBS） - 裕子 役
- 東芝日曜劇場 スウィート・ホーム（1994年、TBS） - セミレギュラー[2]
- 月曜ドラマスペシャル 乱歩 -妖しき女たち-（1994年、TBS） - 小藤田みつ 役
- ぽっかぽか（1994年、TBS）
- お兄ちゃんの選択（1994年、TBS）
- 僕が彼女に、借金をした理由。（1994年、TBS）
- 秋のドラマスペシャル 私は悪女?（1994年、KTV）
- いつかまた逢える（1995年、フジテレビ）
- 愛していると言ってくれ（1995年、TBS）[2]
- 輝け隣太郎（1995年、TBS）
- 事件4（1996年、テレビ朝日）
- 火曜サスペンス劇場 介護福祉士　哀しい嘘（2000年、NTV）
- 西村京太郎サスペンス 十津川警部シリーズ 寝台特急カシオペアを追え（2000年、TBS）

### テレビ番組
- 加トちゃんケンちゃんごきげんテレビ（TBS） -セミレギュラー
- えびす温泉（テレビ朝日） - 「あっため隊」アシスタントレギュラー
- ウイークエンド・ジョイ（NHK BS2） - セミレギュラーレポーター
- 温泉グルメ探偵団（東海テレビ） レポーター
- アウトドアパラダイス（東海テレビ） レポーター
- ちちんぷいぷい（毎日放送）セミレギュラーレポーター
- 森田一義アワー 笑っていいとも!（フジテレビ）

### 映画
- Laundry - （2002年、靴屋の店員 役）[3]

### テレビアニメ
- CLAMP学園探偵団（1997年）
- スーパードール★リカちゃん（1998年、篠原スミレ、女）
- イソップワールド（1999年、ジェーン、アリケイ）
- ぐるぐるタウンはなまるくん（1999年、きのきの、のこのこ）[4]
- 陽だまりの樹（2000年、小娘）
- げんきげんきノンタン（2002年、うさぎさん[5]、サイコロ）
- DAN DOH!!（2004年、店員、風間竜二の母）

### OVA
- AIKa（1998年、青デルモY、ホワイトP）
- いつだってMyサンタ!（2005年、女の子A、ママ）
- がぁーでぃあんHearts ぱわ〜あっぷ!（2005年、紫音）

### 劇場アニメ
- スーパードール★リカちゃん リカちゃん絶体絶命!ドールナイツの奇跡（1999年、篠原スミレ）

### Webアニメ
- あじむ 〜海岸物語〜（2001年、カップル女、女子高生、女生徒）

### ゲーム
- ブリガンダイン グランドエディション（2000年、コルチナ、アルディス、バーリン）
- スタートリングアドベンチャーズ 空想3×大冒険（2001年、転校生ユーリィ・ガーネット）
- 対戦ホットギミック アクセス雀（2005年、シルビア）
- ピクシーガーデン（水の妖精）
- 逆転裁判3 初回限定DVD（2004年、綾里真宵[6]）
- 逆転裁判4 イベントプロモーションビデオ（2005年、綾里真宵）

### ドラマCD
- CDドラマ NaNa（1997年、コンテスト出場者）
- CLAMP学園怪奇現象研究会事件ファイル（2000年、初等部女児童1）
- 私立ジャスティス学園 アドベンチャードラマアルバム ねらわれた太陽学園 熱血探偵編（2000年、ジャスティス学園女子高生1）

### ラジオ
- オレタチXXXやってま〜す! レポーター
- アニメイトCM
- JA山形経済連CM

### ネット配信番組
- YouTube みゅ〜ちゃんねる（Ruby&Hippie 音楽配信チャンネル）

## 楽曲
- 焼き立て世界のパン！（TVK）エンディングテーマソング「a lala」作詞・作曲・歌
- スーパードール★リカちゃん SONG COLLECTION（1999年、アルバム内ROMANTIC他全3曲作詞）
- げんきげんきノンタン うたおう！クリスマス（2004年、うさぎさん）
- コロちゃんパック げんきげんきノンタン（2005年、うさぎさん）
- げんきげんきノンタン 〜でかでか ありがとう〜（2009年）[7]
- げんきげんきノンタン スプーン たんたんたん（2013年）[7]
- サイケデリシャスRuby&Hippie - ボーカル名Rubyとして作詞作曲